# La ragazza con la pistola
La ragazza con la pistola è un film del 1968, diretto da Mario Monicelli.

## Trama
Assunta Patané, una giovane siciliana segretamente innamorata del compaesano Vincenzo Macaluso, viene rapita dai picciotti e condotta in una masseria, dove i due consumano una notte d'amore. La mattina dopo l'uomo, dubbioso della illibatezza di Assunta a causa della sua focosità amatoria, fugge a Londra onde evitare il matrimonio riparatore. Caduta in disgrazia presso la sua famiglia e l'intero paese, Assunta è costretta a cercarlo per ripagare l'onta, con una pistola che tiene sempre con sé.  Vincenzo, appreso dell'arrivo di lei nel Regno Unito, fugge puntualmente dalla donna intenzionata ad assassinarlo. Pedinandolo senza tregua, trova vari impieghi per mantenersi, imparando gli usi locali. 
Un giorno Assunta lo riconosce nelle vesti di un portantino di un ospedale di Bath, ma nel nosocomio sviene alla vista di un'operazione. Viene soccorsa dal Dr Osborne, primario prossimo al divorzio, e tra i due nasce un'amicizia. Vincenzo, frattanto, arriva addirittura a simulare la sua morte con tanto di tomba fittizia per allontanarla definitivamente. 
Assunta, rassegnata, inizia a studiare Inglese per diventare paramedico, integrandosi via via nel nuovo ambiente. 
Deluso dall'atteggiamento troppo liberale delle donne britanniche e avendo avviato una piccola attività che lo ha reso indipendente e autonomo, Vincenzo decide di ricontattare Assunta, proponendole addirittura di sposarla. Lei finge di acconsentire, trascorrendovi una notte romantica in albergo, per quindi imbarcarsi alla buon'ora da Brighton per raggiungere il suo benamato Dr Osborne sull'isola di Jersey.

## Produzione

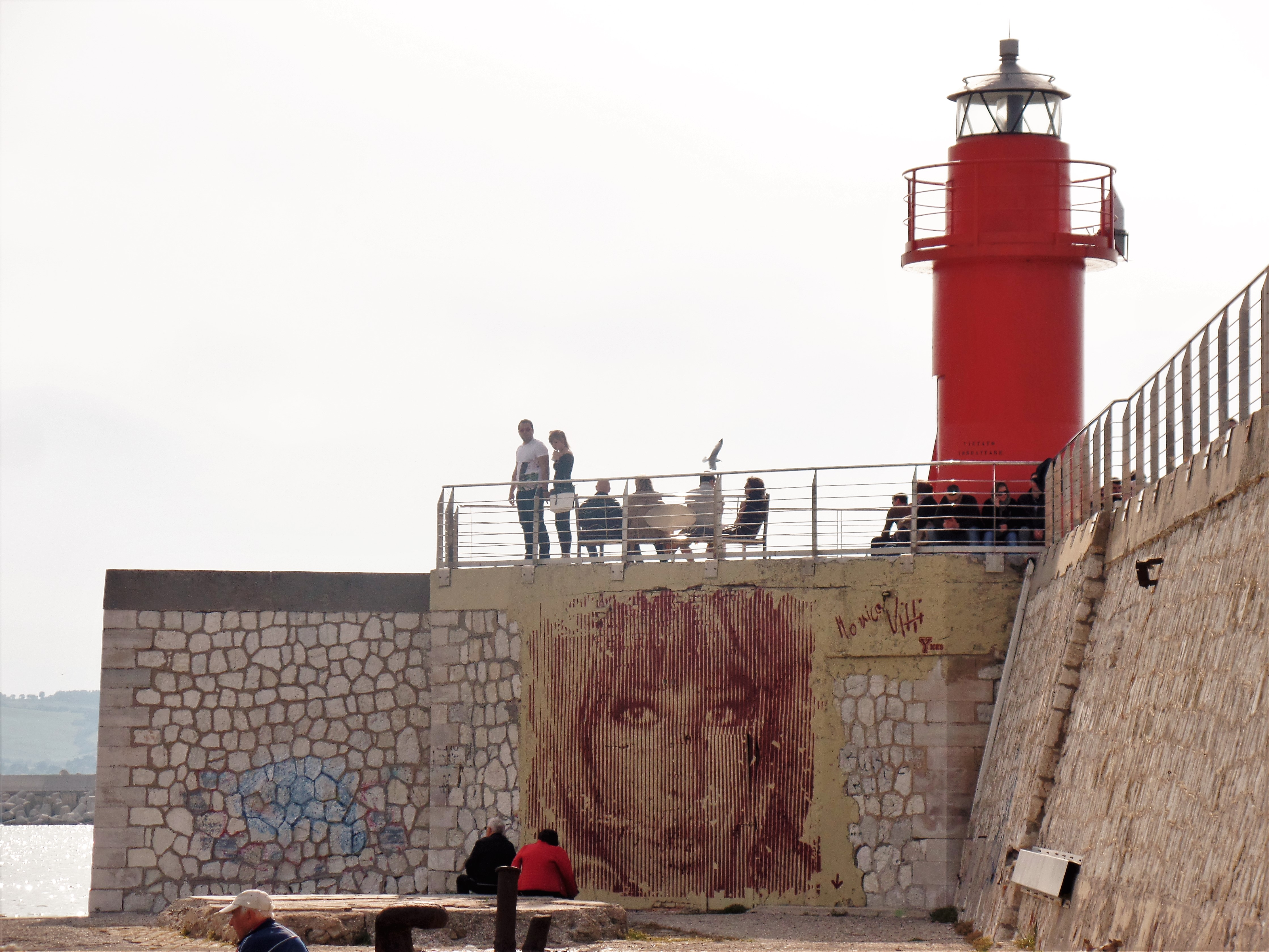
Il murale raffigurante Monica Vitti, Ancona

La scena siciliana è stata filmata in Puglia a Polignano a Mare.
Per problemi di produzione, il finale fu girato nel porto di Ancona, dove ancora oggi è possibile scorgere, quale forma di omaggio, un murale raffigurante Monica Vitti.

## Distribuzione
Uscito nelle sale italiane il 20 settembre del 1968, il film fu poi distribuito anche all'estero. 
È stato edito in formato home video ed è presente nelle principali piattaforme streaming. 
La Cineteca di Bologna ha proposto il lungometraggio di Monicelli nella retrospettiva Il Cinema Ritrovato.

## Accoglienza
Come sottolineato dalla critica, è la prima commedia in cui Monica Vitti recita da protagonista.
Morando Morandini, all'interno del suo dizionario omonimo, valuta tiepidamente l'opera di Monicelli («caricaturale più che satirica»). Al contrario, il giudizio di Paolo Mereghetti è positivo («commedia all'italiana pre-sessantottina (...) frizzante»).

## Riconoscimenti
- 1969 - Premio Oscar
  - Candidatura come Miglior film straniero (Italia)
- 1969 - David di Donatello
  - Migliore produttore a Gianni Hecht Lucari
  - Migliore attrice protagonista a Monica Vitti
- 1969 - Nastro d'argento
  - Miglior attrice protagonista a Monica Vitti
  - Candidatura come Migliore soggetto a Rodolfo Sonego
- 1969 - Globo d'oro
  - Miglior attrice a Monica Vitti
- 1969 - Grolla d'oro
  - Miglior attrice a Monica Vitti
- 1968 - Festival di San Sebastian
  - Miglior interpretazione femminile a Monica Vitti
  - Candidatura come Concha de Oro a Mario Monicelli